# Борок Сулежский
Борок Сулежский — деревня в Бежецком районе Тверской области, административный центр Борковского сельского поселения.

## География
Деревня расположена близ автодороги 28К-0058 Тверь — Устюжна в 16 км на северо-восток от районного центра Бежецка.

## История
В конце XIX — начале XX века деревня входила в состав Сулежской волости Бежецкого уезда Тверской губернии. В 1859 году в деревне была 32 двора. 
С 1929 года деревня являлась центром Борковского сельсовета Бежецкого района Бежецкого округа Московской области, с 1935 года — в составе Калининской области, с 2005 года — центр Борковского сельского поселения.

## Население
| 1859 | 1887 | 1920 | 1997 | 2008 | 2010 |
| ---- | ---- | ---- | ---- | ---- | ---- |
| 223  | ↗275 | ↗324 | ↗472 | ↘428 | ↘394 |

## Инфраструктура
В деревне расположены основная общеобразовательная школа, детский сад, дом культуры, фельдшерско-акушерский пункт, отделение почтовой связи.